# Eingliederungshilfe
Die Eingliederungshilfe (EGH) ist eine Sozialleistung, die seit 1. Januar 2020 in Deutschland im SGB IX geregelt ist. Sie soll Menschen mit einer Behinderung oder von Behinderung bedrohten Menschen eine individuelle Lebensführung, die der Würde des Menschen entspricht, ermöglichen oder erleichtern (§ 90 SGB IX).

## Leistungsberechtigung
Einen Rechtsanspruch auf Leistungen der Eingliederungshilfe haben Menschen mit wesentlicher Behinderung und Menschen, die von einer wesentlichen Behinderung bedroht sind. Menschen mit anderen Behinderungen können Leistungen der Eingliederungshilfe im Rahmen des pflichtgemäßen Ermessens erhalten (§ 99 SGB IX). Das gilt grundsätzlich auch für Ausländer, die sich tatsächlich im Inland aufhalten, soweit sie nicht Leistungen nach dem Asylbewerberleistungsgesetz beziehen – für sie ist § 6 AsylbLG maßgeblich – oder mit dem Ziel eingereist sind, Eingliederungshilfeleistungen zu beziehen (§ 100 SGB IX). Deutsche, die ihren gewöhnlichen Aufenthalt im Ausland haben, sind abgesehen von wenigen eng gefassten Ausnahmen nicht leistungsberechtigt (§ 101 SGB IX).
Eine Altersgrenze gibt es für Leistungen der Eingliederungshilfe grundsätzlich nicht.

### Wesentliche Behinderung
Der Begriff der wesentlichen Behinderung ist von dem (generellen) einer Behinderung (§ 2 SGB IX) sowie von dem Begriff der Schwerbehinderung abzugrenzen (§ 151 SGB IX). Die Regelungen zu einer Schwerbehinderung gemäß des dritten Teils des SGB IX richten sich insbesondere auf die Ausgestaltung von Rechtsbeziehungen der Schwerbehinderten zu Dritten, etwa Arbeitgebern. Dabei werden auch Pflichten für Dritte normiert (z. B. § 154 SGB IX). Demgegenüber sind die Leistungen der Eingliederungshilfe als Nachteilsausgleiche für Einschränkungen in der individuellen Lebensführung gerichtet (§ 90 SGB IX).
Grundsätzlich können alle in § 2 SGB IX aufgeführten Behinderungen (Körperliche Behinderungen, Sinnesbehinderungen, Seelische Behinderungen, Geistige Behinderungen) Eingliederungshilfe erhalten. § 99 SGB IX schränkt durch das zusätzliche Kriterium der Wesentlichkeit den Kreis der Leistungsberechtigten mit einer Behinderung nach § 2 SGB IX ein. Eine Wesentlichkeit liegt vor, wenn die Teilhabe an der Gesellschaft in einem erheblichen Maß eingeschränkt ist. Ausschlaggebend ist in diesem Zusammenhang nicht die Schwere der Krankheit, sondern das Ausmaß der Teilhabeeinschränkungen (§ 99 SGB IX).

## Leistungen der Eingliederungshilfe
Die Leistungen zur Sozialen Teilhabe sind seit 1. Januar 2020 für die Eingliederungshilfe in Teil 2 des SGB IX zusammengeführt und neu strukturiert. Es ist ein offener Leistungskatalog vorgesehen. Das SGB IX beschreibt einige der typischsten Eingliederungshilfeleistungen näher, ist aber nicht abschließend. Die explizit beschriebenen Leistungen ähneln dem bis 2019 geltenden Katalog aus dem SGB XII und dem alten SGB IX. In der Grobstruktur teilt das SGB IX die Eingliederungshilfeleistungen in Leistungen der medizinischen Rehabilitation, der Teilhabe am Arbeitsleben, der Teilhabe an Bildung und der sozialen Teilhabe auf (§ 90 SGB IX).
Sämtliche Leistungen können auf Antrag auch in Form eines Persönlichen Budgets erbracht werden, auf die Leistungsform des Persönlichen Budgets besteht ein Rechtsanspruch (§ 29 SGB IX).

### Medizinische Rehabilitation
Eingliederungshilfeleistungen können nachrangig auch Leistungen der medizinischen Rehabilitation umfassen. Der Leistungsumfang beschränkt sich dabei auf den Katalog der Gesetzlichen Krankenversicherung (§ 109 SGB IX).

### Teilhabe am Arbeitsleben
Leistungen der Teilhabe am Arbeitsleben werden erbracht, um die Erwerbsfähigkeit von Menschen mit Behinderungen oder von Behinderung bedrohter Menschen entsprechend ihrer Neigung und Leistungsfähigkeit zu erhalten, zu verbessern, herzustellen oder wiederherzustellen und ihre Teilhabe am Arbeitsleben möglichst auf Dauer zu sichern (§ 90 Abs. 3 i. V. m. § 111 SGB IX). Inhaltlich geht es um Hilfen zur Erhaltung oder Erlangung eines Arbeitsplatzes einschließlich Leistungen zur Aktivierung und beruflichen Eingliederung. Gesetzlich neu geregelt sind die Ansprüche auf ein Budget für Arbeit (§ 61 SGB IX) und ein Budget für Ausbildung (§ 61a SGB IX). Die Budgets sollen eine Alternative zu Ausbildung und Beschäftigung in einer Werkstatt für behinderte Menschen etablieren, um den Übergang von Menschen mit Behinderung auf den regulären Arbeitsmarkt zu erleichtern. Das Gesetz sieht unter anderem Lohnkostenzuschüsse für Arbeitgeber als Minderleistungsausgleich vor. Folgende Leistungen für die Teilhabe am Arbeitsleben können durch die Eingliederungshilfe erbracht werden:
- Arbeitsbereich einer Werkstatt für Menschen mit Behinderung (§ 58 SGB IX)
- Leistungen bei einem anderen Leistungsanbieter (§ 60 SGB IX)
- Budget für Arbeit (§ 61 SGB IX)
- Budget für Ausbildung (§ 61a SGB IX)
- Arbeitsförderungsgeld (§ 59 SGB IX)

### Teilhabe an Bildung
In § 75 SGB IX wurde mit den Leistungen zur Teilhabe an Bildung eine neue Leistungsgruppe geschaffen. Ansatzpunkt hierfür sind das bildungsbezogene Diskriminierungsverbot aus Artikel 3 Absatz 3 Satz 2 GG sowie das Recht auf Bildung aus Artikel 24 der UN-BRK. Ziel der Eingliederungshilfe ist es insoweit, den Leistungsberechtigten eine ihren Fähigkeiten und Leistungen entsprechende Schulbildung sowie schulische und hochschulische Aus- und Weiterbildung für einen Beruf zur Förderung ihrer Teilhabe am Leben in der Gesellschaft zu ermöglichen (§ 90 Abs. 4 SGB IX).
Der Leistungskatalog umfasst Hilfen zur Schulbildung, insbesondere im Rahmen der Schulpflicht einschließlich der Vorbereitung hierzu, zur schulischen Berufsausbildung, zur Hochschulbildung und zur schulischen und hochschulischen beruflichen Weiterbildung. Über die bis 2019 geltende Rechtslage hinaus können nun auch Hilfen für ein Masterstudium und eine Promotion beansprucht werden, wenn das Masterstudium auf ein zuvor abgeschlossenes Bachelorstudium aufbaut. Auch Hilfen zur Teilnahme an Fernunterricht und Hilfen zur Ableistung eines Praktikums kommen in Betracht (§ 112 Abs. 3 SGB IX). Zum Leistungsumfang gehört auch die Versorgung mit Hilfsmitteln einschließlich Ersatzbeschaffung (§ 112 Abs. 1 Satz 6 bis 8 SGB IX).
Hilfen zu einer angemessenen Schulbildung werden an behinderte Kinder erbracht, die aufgrund ihrer Behinderung zusätzliche Leistungen benötigen, um eine Schule im Rahmen der Schulpflicht besuchen zu können. Hierzu zählt etwa die Bereitstellung eines Schulbegleiters.
Grundsätzlich hat sich das Sozialamt an die Entscheidungen der Schulaufsichtsbehörde zu halten; es kann ein Kind nicht auf eine Sonderschule verweisen, wenn die Schulaufsichtsbehörde dem Kind eine Regelschule zuweist, auch dann nicht, wenn die integrative oder Inklusive Beschulung höhere Kosten verursacht als der Besuch einer Sonderschule.
Kommt aufgrund von Art und Schwere der Behinderung eine betriebliche Ausbildung nicht in Betracht, kann der Besuch einer schulischen Ausbildungsstätte gefördert werden.

### Soziale Teilhabe
Unter dem Begriff der Leistung zur sozialen Teilhabe, der mit der Neufassung des SGB IX am 1. Januar 2020 neu eingeführt wurde, konkretisiert und erweitert der Gesetzgeber den Leistungskomplex, der im SGB XII bislang als „Leistungen zur Teilhabe am Leben in der Gemeinschaft“ beschrieben wurde. Der § 113 i. V. m. § 76 SGB IX enthält eine exemplarische Aufstellung der in Betracht kommenden Leistungen der sozialen Teilhabe, die in den daran anschließenden Vorschriften weitere Konkretisierungen erfahren. Dazu gehören
- Leistungen für Wohnraum (§ 77 SGB IX)
- Assistenzleistungen (§ 78 SGB IX)
- heilpädagogische Leistungen (§ 79 SGB IX)
- Leistungen zur Betreuung in einer Pflegefamilie (§ 80 SGB IX)
- Leistungen zum Erwerb und Erhalt praktischer Kenntnisse und Fähigkeiten (§ 81 SGB IX)
- Leistungen zur Förderung der Verständigung (§ 82 SGB IX)
- Leistungen zur Mobilität (§ 83 SGB IX)
- Hilfsmittel (§ 84 SGB IX)

Eine praktisch große Bedeutung haben die Assistenzleistungen (§ 78 SGB IX). Beispiele hierfür sind Hilfen bei der Haushaltsführung, zur Gestaltung sozialer Beziehungen, der persönlichen Lebensplanung, der Teilhabe am gemeinschaftlichen und kulturellen Leben und der Freizeitgestaltung.

### Hilfen zur Pflege
Eingliederungshilfe-Leistungen sind im Verhältnis zu den Pflegeleistungen nach SGB XI gleichrangig (§ 91 Abs. 3 SGB IX i. V. m. § 13 Abs. 4 SGB XI). Sozialhilfeleistungen in Form der Hilfen zur Pflege des SGB XII sind jedoch von der Eingliederungshilfe umfasst (§ 103 Abs. 2 SGB IX). Das bedeutet, dass die höheren Einkommens- und Vermögensgrenzen der Eingliederungshilfe herangezogen werden. Personen, die erstmalig nach ihrem Eintrittszeitpunkt in die Regelaltersrente Leistungen der Eingliederungshilfe erhalten, sind von dieser Regelung ausgenommen (§ 103 Abs. 2 S. 1 a. E. SGB IX). Folgende Leistungen sind von der Eingliederungshilfe umfasst:
- Pflegegeld (§ 64a SGB XII)
- Häusliche Pflegehilfe (§ 64b SGB XII)
- Verhinderungspflege (§ 64c SGB XII)
- Pflegehilfsmittel (§ 64d SGB XII)
- Maßnahmen zur Verbesserung des Wohnumfelds (§ 64e SGB XII)
- Andere Leistungen (§ 64f SGB XII)
- Entlastungsbetrag bei Pflegegraden (§ 64i SGB XII)
- Digitale Pflegeanwendungen (§ 64j SGB XII)
- Ergänzende Unterstützung bei der Nutzung von Pflegeanwendungen (§ 64k SGB XII).

Bei einem vorübergehenden Bedarf können außerdem teilstationäre Pflege (§ 64g SGB XII) und Kurzzeitpflege (§ 64h SGB XII) gewährt werden.

## Gesamtplanverfahren
In verfahrensrechtlicher Hinsicht konkretisieren die Regelungen des Gesamtplanverfahrens die Vorgaben des allgemeinen Verwaltungsverfahrens nach SGB X und die Regelungen zur Koordinierung der Leistungen im ersten Teil des SGB IX (Lex-specialis-Grundsatz). Das Gesamtplanverfahren beinhaltet alle notwendigen Schritte zur Aufstellung des Gesamtplans. Das bedeutet, dass der Träger der Eingliederungshilfe den individuellen, umfassenden Bedarf der Hilfesuchenden ermittelt und dabei im Rahmen der Amtsermittlung alle relevanten Stellen und Beteiligten einbezieht (§ 117 i. V. m. § 121 Abs. 3 SGB IX). Sofern andere Rehabilitationsträger einbezogen werden müssen und der Träger der Eingliederungshilfe leistender Rehabilitationsträger nach § 14 SGB IX ist, umfasst der Gesamtplan auch die Feststellungen des Teilhabeplanverfahrens (§ 21 S. 1 HS. 1 SGB IX).

### Gesamtplan
Der Gesamtplan dokumentiert Verfahren, das ausgeübte Ermessen und die bewilligten Leistungen sowie die Maßstäbe der Wirkungskontrolle. So soll ein einheitliches Verfahren gewährleistet werden.  Die Erstellung des Gesamtplans ist für den Träger der Eingliederungshilfe zwingend, er muss auch dann erstellt werden, wenn nur der Träger der Eingliederungshilfe bzw. nur eine Leistungsgruppe betroffen ist. Dabei ist anzumerken, dass der Gesamtplan ein Teilhabeplan ist, der um Eingliederungshilfe-spezifische Regelungen ergänzt wurde (121 Abs. 4 SGB IX). Die Inhalte des Gesamtplans sind für den Verwaltungsakt bindend (§ 120 Abs. 2 S. 3 SGB IX).

### Maßstäbe des Verwaltungsverfahrens
Aufgrund der besonderen Lebenssituation von Menschen mit wesentlichen Behinderungen hat der Gesetzgeber Konkretisierungen für das Verwaltungsverfahren der Eingliederungshilfe vorgenommen. Damit soll eine personenzentrierte Verfahrensgestaltung und Leistungserbringung sichergestellt werden. Das Verwaltungsverfahren ist gemäß § 117 Abs. 1 Nr. 3 SGB IX nach folgenden Maßstäben durchzuführen:
- transparent
- trägerübergreifend
- interdisziplinär
- konsensorientiert
- individuell
- lebensweltbezogen
- sozialraumorientiert und
- zielorientiert.

Korrespondierend dazu wurde den Trägern der Eingliederungshilfe ein umfassender, nicht abschließender Katalog an Beratungs- und Unterstützungsaufgaben vorgegeben. Vom Gesetzgeber heißt es hierzu, dass die Vorgaben „dazu beitragen [sollen], dass die Leistungsberechtigten nicht nur informiert werden, sondern zügig und erfolgreich die notwendigen Leistungen zur Förderung einer gleichberechtigten Teilhabe am Leben in einer inklusiven Gesellschaft erhalten.“

### Beratung und Unterstützung
Der Grundsatz der Bedarfserkennung und eine Beratungspflicht ist in § 12 SGB IX festgelegt. Neben den Informationspflichten beinhaltet § 12 SGB IX in Satz 1 den Auftrag, Rehabilitationsbedarfe zu erkennen und ggf. auf eine Antragstellung hinzuwirken. Dies ist weit zu fassen und beschränkt sich aus Sicht des Gesetzgebers nicht auf die Leistungen des jeweiligen Rehabilitationsträgers. Aus der Gesetzesbegründung geht hervor, dass § 12 SGB IX „die allgemeinen Pflichten der Sozialleistungsträger, die sich aus dem SGB I ergeben, wie z. B. die Aufklärungspflicht nach § 13 SGB I, die Beratungspflicht nach § 14 SGB I, die Auskunftspflicht zu Sozialleistungen nach § 15 SGB I oder die Hinwirkungspflicht auf die Stellung sachdienlicher Anträge nach § 16 Absatz 3 SGB I, deutlich erweitert.“  Diese Regelung wird durch § 106 SGB IX zur Beratung und Unterstützung für die Eingliederungshilfe weiter konkretisiert.

### Bedarfsermittlung
Die Bedarfsermittlung als Teil des Gesamtplanverfahrens muss im Rahmen eines systematischen Arbeitsprozesses und unter Zuhilfenahme standardisierter Arbeitsmittel erfolgen (§ 13 SGB IX). Für die Eingliederungshilfe gilt ergänzend, dass die Bedarfsermittlung sich an der Internationalen Klassifikation der Funktionsfähigkeit, Behinderung und Gesundheit (ICF) orientieren muss (§ 118 SGB IX). Sofern nach der regulären Bedarfsermittlung weiterer Abstimmungsbedarf besteht, kann der Träger der Eingliederungshilfe zur Sicherstellung der Leistungen eine Gesamtplankonferenz einberufen (§ 119 SGB IX). Die Ergebnisse der Bedarfsermittlung (inkl. der ggf. eingeholten Stellungnahmen, Gutachten etc.) werden der Entscheidung über den Antrag gem. § 104 Abs. 1 SGB IX) zugrunde gelegt.

#### Gesamtplankonferenz
Die Gesamtplankonferenz stellt einen optionalen, zweiten Schritt der Bedarfsermittlung dar. Neben einer Einberufung der Konferenz vonseiten des Trägers der Eingliederungshilfe haben Leistungsberechtigte und beteiligte Rehabilitationsträger ein Vorschlagsrecht. Bei minderjährigen Leistungsberechtigten kann der örtliche Träger der Jugendhilfe ebenfalls eine Gesamtplankonferenz vorschlagen (§ 119 Abs. 1 SGB IX). Der Träger der Eingliederungshilfe kann die Durchführung einer Gesamtplankonferenz ablehnen, wenn der maßgebliche Sachverhalt schriftlich ermittelt werden kann oder der Aufwand zur Durchführung nicht in einem angemessenen Verhältnis zum Umfang der beantragten Leistung steht (§ 119 Abs. 1 SGB IX).
Gesprächsinhalt der Gesamtplankonferenz sind gemäß § 119 Abs. 2 SGB IX insbesondere die
- Ergebnisse der Bedarfsermittlung
- beabsichtigte Ermessensausübung und deren Angemessenheit und Zumutbarkeit (§ 104 Abs. 2 - 5 SGB IX)
- Vorbereitung der Leistungs-Feststellungen nach § 120 SGB IX.

### Dauer und Überprüfung von Eingliederungshilfe-Leistungen
Grundsätzlich sind Leistungen der Eingliederungshilfe unbefristet zu bewilligen, eine Befristung kommt nach Rechtsprechung des Bundessozialgerichts nur in Ausnahmefällen in Betracht. Allerdings ist eine regelmäßige Überprüfung der Leistungen vorgesehen, spätestens in einem zweijährigen Rhythmus. Die Prüfung umfasst einerseits Leistungsvoraussetzungen und Bedarf. Zum anderen werden Qualität, Effektivität und Effizienz der Leistungserbringung evaluiert (§ 121 Abs. 2 i. V. m. § 28 Abs. 2 SGB IX). Durch diese Kontroll- und Steuerungsmechanismen soll eine personenzentrierte Leistungserbringung sichergestellt sowie die Position der Leistungsberechtigten gegenüber den Leistungserbringern gestärkt werden.

### Teilhabeplanverfahren
Sind mehrere Rehabilitationsträger beteiligt, ist ein Teilhabeplanverfahren durchzuführen. Der abschließende Gesamt- oder Teilhabeplan legt unter anderem das Verhältnis der beteiligten Rehabilitationsträger zueinander fest. Falls der Träger der Eingliederungshilfe leistender Rehabilitationsträger ist, gelten die Regelungen des Gesamtplanverfahrens (§ 21 S. 1 HS. 1 SGB IX). Die Feststellungen der beteiligten Rehabilitationsträger sind dann in den Gesamtplan aufzunehmen. Damit werden die Verantwortlichkeiten über die Leistungen gemäß § 120 Abs. 2 S. 5 i. V. m. § 15 Abs. 3 SGB IX verbindlich dokumentiert. Ist ein anderer Rehabilitationsträger koordinationsverantwortlich, gilt der Gesamtplan als Feststellung der Leistungen im Teilhabeplanverfahren (§ 120 Abs. 3 i. V. m. § 15 Abs. 2 SGB IX).

## Einkommen und Vermögen
Grundsätzlich sind die Leistungen der Eingliederungshilfe auch nach der Herauslösung aus dem SGB XII einkommens- und vermögensabhängig. Für einige Leistungen ist jedoch kein Beitrag zu erheben (§ 138 SGB IX) bzw. Vermögen einzusetzen (140 Abs. 3 SGB IX). Der Bezug von Leistungen zum Lebensunterhalt nach SGB II, SGB XII oder SGB XIV schließt eine Anrechnung von Einkommen und Vermögen aus. Leistungen zur sozialen Teilhabe für noch nicht schulpflichte Kinder sind ebenfalls ausgenommen.
Uneingeschränkt beitragsfreie Leistungen sind Maßnahmen zur heilpädagogischen Förderung, Medizinische Rehabilitation, Teilhabe am Arbeitsleben und zum Schulbesuch. Weiterhin sind einzelne Leistungen zur Teilhabe für eine (hoch-)schulische Berufsausbildung sowie zum Erwerb und Erhalt praktischer Kenntnisse und Fähigkeiten ebenfalls beitragsfrei.

### Einkommen
Nach Überschreiten gewisser Freibeträge bei den Einkünften (60, 75 oder 85 % der Bezugsgröße laut § 136 Absatz 2 SGB IX), sind 2 Prozent des darüber hinaus gehenden Einkünfte einzusetzen. Der Freibetrag liegt 2024 bei:
- einer Bruttorente von 2121 Euro monatlich
- zu versteuerndem Einkommen aus einer nicht-sozialversicherungspflichtigen Beschäftigung von 2651 Euro monatlich
- zu versteuerndem Einkommen aus sozialversicherungspflichtiger Beschäftigung von 3004 Euro monatlich.

Ist der Leistungsberechtigte minderjährig und lebt im Haushalt der Eltern, erhöht sich der Freibetrag 2024 um 2651 Euro (75 Prozent der Bezugsgröße) monatlich. In allen anderen Fällen: Für jedes unterhaltsberechtigte Kind im Haushalt erhöht sich der Freibetrag um 5 Prozent der Bezugsgröße (173 Euro). Überschreitet der Partner nicht selbst die genannten Grenzen, erhöht sich der Freibetrag um weitere 15 Prozent der Bezugsgröße (2024 530 Euro) und für jedes Kind um weitere 5 Prozent der Bezugsgröße (173 Euro).
Für alle minderjährigen Kinder zusammen ist höchstens ein Beitrag aufzubringen (§ 138 Absatz 2 SGB IX).
Je volle 500 Euro Bruttoeinkünfte (§ 137 Absatz 2 Satz 2 SGB IX) über diesen Freibeträgen sind 10 Euro selbst zu bezahlen.

### Vermögen
Nach Überschreiten eines Freibetrags in Höhe des eineinhalbfachen der jährlichen Bezugsgröße, (entspricht 2024 63.630 Euro) ist das Vermögen vorrangig einzusetzen (§ 139 SGB IX i. V. m. 140 Absatz 1 SGB IX). Von dem einzusetzenden Vermögen ausgenommen ist (§ 139 SGB IX i. V. m. § 90 SGB XII):
- Vermögen, das aus öffentlichen Mitteln zum Aufbau oder zur Sicherung einer Lebensgrundlage oder zur Gründung eines Hausstandes erbracht wird,
- eines nach § 10a oder Abschnitt XI des Einkommensteuergesetzes geförderten Altersvorsorgevermögens im Sinne des § 92 des Einkommensteuergesetzes,
- sonstiges Vermögen, sofern es zu einer baldigen Beschaffung oder Erhaltung eines Hausgrundstücks für Menschen mit (drohender) wesentlicher Behinderung bestimmt ist,
- angemessener Hausrat,
- Gegenstände, die für die Berufsausbildung oder Erwerbstätigkeit unentbehrlich sind,
- Familien- und Erbstücke, deren Verkauf eine besondere Härte bedeuten würde,
- Gegenstände, die zur Befriedigung geistiger, insbesondere wissenschaftlicher oder künstlerischer Bedürfnisse dienen und deren Besitz nicht Luxus ist,
- ein angemessenes Hausgrundstück, das ganz oder teilweise bewohnt wird und nach dem Tod der Leistungsberechtigten von ihren Angehörigen bewohnt werden soll,
- ein angemessenes Kraftfahrzeug.

Leistungen der Eingliederungshilfe sollen als Darlehen erbracht werden, wenn eine sofortige Verwertung des Vermögens in angemessener Zeit nicht möglich ist oder eine Härte wäre (§ 140 SGB IX). Als angemessener Zeitraum gilt in der Anwendung von § 90 SGB XII ein Zeitraum bis zu einem Jahr.

### Kritik
Seit der Gesetzesänderung zum 1. Januar 2020 ist an die Stelle einer Einsetzungspflicht von Einkommen und Vermögen nun die Verpflichtung getreten, ab einer bestimmten Einkommens- bzw. Vermögensgrenze Beiträge zu den Leistungen der Eingliederungshilfe zu leisten. Behindertenverbände kritisieren diesen Ansatz, weil das „fundamentale Gerechtigkeitsproblem“ auch durch die Neustrukturierung der Einkommens- und Vermögensanrechnung nicht beseitigt werde: „Warum soll der behinderte Mensch für eine schicksalhafte Reduzierung seiner Lebenschancen die finanzielle Verantwortung tragen, obwohl ihn keine Schuld an seinem erhöhten Bedarf trifft?“